# Верхнее Якутино
Верхнее Якутино — деревня в Великоустюгском районе Вологодской области.
Входит в состав Трегубовского сельского поселения, с точки зрения административно-территориального деления — в Трегубовский сельсовет.
Расстояние по автодороге до районного центра Великого Устюга — 27 км, до центра муниципального образования Морозовицы — 19 км. Ближайшие населённые пункты — Елакино, Прокопьево, Скородум.
По переписи 2002 года население — 112 человек (58 мужчин, 54 женщины). Всё население — русские.